# Vulgrin I d'Angoulême
Vulgrino, conte d'Angoulême, di Périgord e di Agen (fine VIII secolo – 3 maggio 886), fu conte d'Angoulême e di Périgord dall'866 alla sua morte.

## Origine
Secondo il documento n° XXXI dei Documents publiés par la Société archéologique du Gâtinais, Vulgrino è figlio del Conte di Flavigny, Vulfardo e della moglie, Susanna di Parigi, figlia del conte di Tolosa, duca di Settimania e conte di Parigi, Begone, inerente ad una donazione del fratello di Vulgrino, anche lui di nome Vulfardo che era stato Arcivescovo di Bourges, inoltre ai genitori e Vulgrino cita anche i fratelli, Adelardo Ymo e Hildeburga.
Vulfardo, di cui non si conoscono gli ascendenti, era tra i conti di Carlo Magno e poi di Ludovico il Pio, che secondo il documento n° LXXXIII del Recueil des historiens des Gaules et de la France. Tome 6, gli fece la donazione di un territorio.

## Biografia
Di Vulgrino non si hanno molte notizie, ma secondo la nota n° 8 del Ademarus Engolismensis Historiarum, aveva già ricevuto un incarico in Aquitania con l'imperatore, Carlo Magno.
Vulgrino, sempre secondo la nota n° 8 del Ademarus Engolismensis Historiarum, aveva sposato la sorella di Guglielmo il tolosano, e, per diritto di matrimonio era divenuto conte di Agen
La morte del conte d'Angouleme, Emenone, avvenne il 22 giugno 866, secondo il monaco e storico, Ademaro di Chabannes, per le ferite ricevute, dopo uno scontro col cugino, Landrico, conte di Saintes, lasciando un figlio in tenera età, Ademaro.
Venuto a conoscenza della morte di Emenone, il Re dei Franchi Occidentali, Carlo il Calvo, sempre secondo il monaco e storico, Ademaro di Chabannes, nominò il fratello di Ilduino di Saint-Denis, Vulgrino conte d'Angouleme e di Périgord; anche il Chronicon sancti Maxentii Pictavensis, Chroniques des Eglises d'Anjou conferma la nomina di Vulgrino a conte d'Angouleme e di Périgord.
Sempre secondo la nota n° 8 del Ademarus Engolismensis Historiarum, tenne queste cariche per 17 anni, sostenendo molte battaglie e combattimenti; anche la Historia Pontificum et Comitum Engolismensis, conferma che Vulgrino sostenne parecchie battaglie contro i Normanni, e nel corso di queste lotte, fece costruire un castello a Marcilliacum, che cedette in viscontea a Rainolfo, che era suo genero.
Sempre, secondo il monaco e storico, Ademaro di Chabannes, Vulgrino morì il 3 maggio (5 Non Mai) 886 e fu sepolto nell'Abbazia di San Cybard (iuxta basilicam Sancti Eparchii); anche gli Annales Engolismenses riportano la morte di Vulgrino nell'886.
Ancora Ademaro di Chabannes informa che a Vulgrino succedettero il figlio primogenito, Audoino nella contea d'Angouleme e il secondogenito, Guglielmo nella contea di Périgord.

## Discendenza
Vulgrino aveva sposato Regelinda, sorella di Guglielmo il tolosano, che era figlia del duca di Settimania, conte di Autun, conte di Barcellona e conte di Tolosa, Bernardo I e di Dhuoda di Guascogna, anche se non viene citata con i figli maschi nel Le manuel de Dhuoda (843)(804-843), presunta figlia del duca di Guascogna Sancho I Lopez (772-816) e autrice di un celebre Manuale per il figlio Guglielmo.
Vulgrino da Regelinda ebbe quattro figli:
- Audoino (?-916), conte d'Angouleme[11]
- Guglielmo (?-918), conte di Périgord[11]
- Sancia, che sposò il conte di Poitiers e di Limoges e poi conte d'Angouleme, Ademaro d'Angoulême, figlio del conte di Poitiers e poi conte d'Angouleme, Emenone[7] e della moglie, che secondo alcune fonti era una robertingia, la figlia del conte di Blois, di Troyes e di Châteaudun, Oddone I di Troyes[14] e di sua moglie, Guandilmoda (o Guandilmode), che compare assieme al marito in una donazione del marzo 849[15]
- Senegonda, che secondo lo storico francese Christian Settipani, aveva sposato Rainolfo, visconte di Marcillac[10].

## Ascendenza
|                       |                  |                     | Genitori |  |  | Nonni |  |  | Bisnonni |  |
|                       |                  |                     |          |  |  | …     |  |  | …        |  |
|                       |                  |                     |          |  |  | …     |  |  | …        |  |
|                       |                  | …                   |          |  |  | …     |  |  |          |  |
| Vulfardo di Flavigny  |                  |                     |          |  |  | …     |  |  |          |  |
|                       |                  | …                   | …        |  |  |       |  |  |          |  |
|                       |                  | …                   | …        |  |  |       |  |  |          |  |
|                       |                  | …                   | …        |  |  |       |  |  |          |  |
| Vulgrin I d'Angoulême |                  | …                   |          |  |  |       |  |  |          |  |
|                       | Begone di Tolosa | Gerardo I di Parigi |          |  |  |       |  |  |          |  |
|                       | Begone di Tolosa | Gerardo I di Parigi |          |  |  |       |  |  |          |  |
|                       | Begone di Tolosa | Rotrude             |          |  |  |       |  |  |          |  |
| Susanna di Tolosa     | Begone di Tolosa |                     |          |  |  |       |  |  |          |  |
|                       |                  | Alpais              | …        |  |  |       |  |  |          |  |
|                       |                  | Alpais              | …        |  |  |       |  |  |          |  |
|                       |                  | Alpais              | …        |  |  |       |  |  |          |  |
|                       |                  | Alpais              |          |  |  |       |  |  |          |  |

### Fonti primarie
- (LA)  Monumenta Germaniae Historica, tomus IV.
- (LA)  Monumenta Germaniae Historica, tomus II.
- (LA)  Monumenta Germaniae Historica, tomus XVI.
- (FR, LA)  Documents publiés par la Société archéologique du Gâtinais.
- (LA)  Ademarus Engolismensis, Historiarum Libri Tres.
- (LA)  Chronicon Santi Maxentii Pictavinis.
- (LA)  Recueil des historiens des Gaules et de la France. Tome 6.
- (LA)  Historia Pontificum et Comitum Engolismensis.
- (LA)  Le manuel de Dhuoda.

### Letteratura storiografica
- René Poupardin, I regni carolingi (840-918), in «Storia del mondo medievale», vol. II, 1979, pp. 583–635
- Louis Halphen, Francia: gli ultimi Carolingi e l'ascesa di Ugo Capeto (888-987), in «Storia del mondo medievale», vol. II, 1979, pp. 636–661
- Christian Settipani, La Préhistoire des Capétiens (Nouvelle histoire généalogique de l'auguste maison de France, vol. 1), éd. Patrick van Kerrebrouck, 1993